# Opuntia humifusa
Opuntia humifusa es una especie fanerógama perteneciente a la familia Cactaceae. Es nativa de Norteamérica en Estados Unidos.

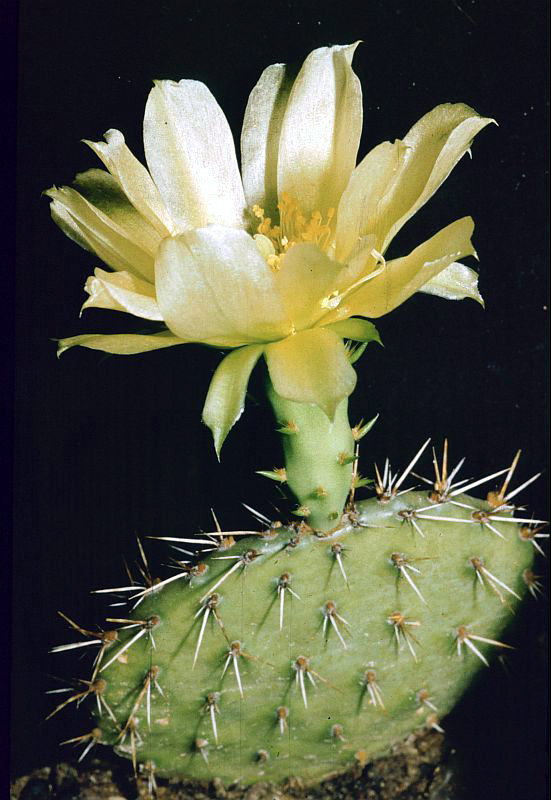
Detalle de la flor

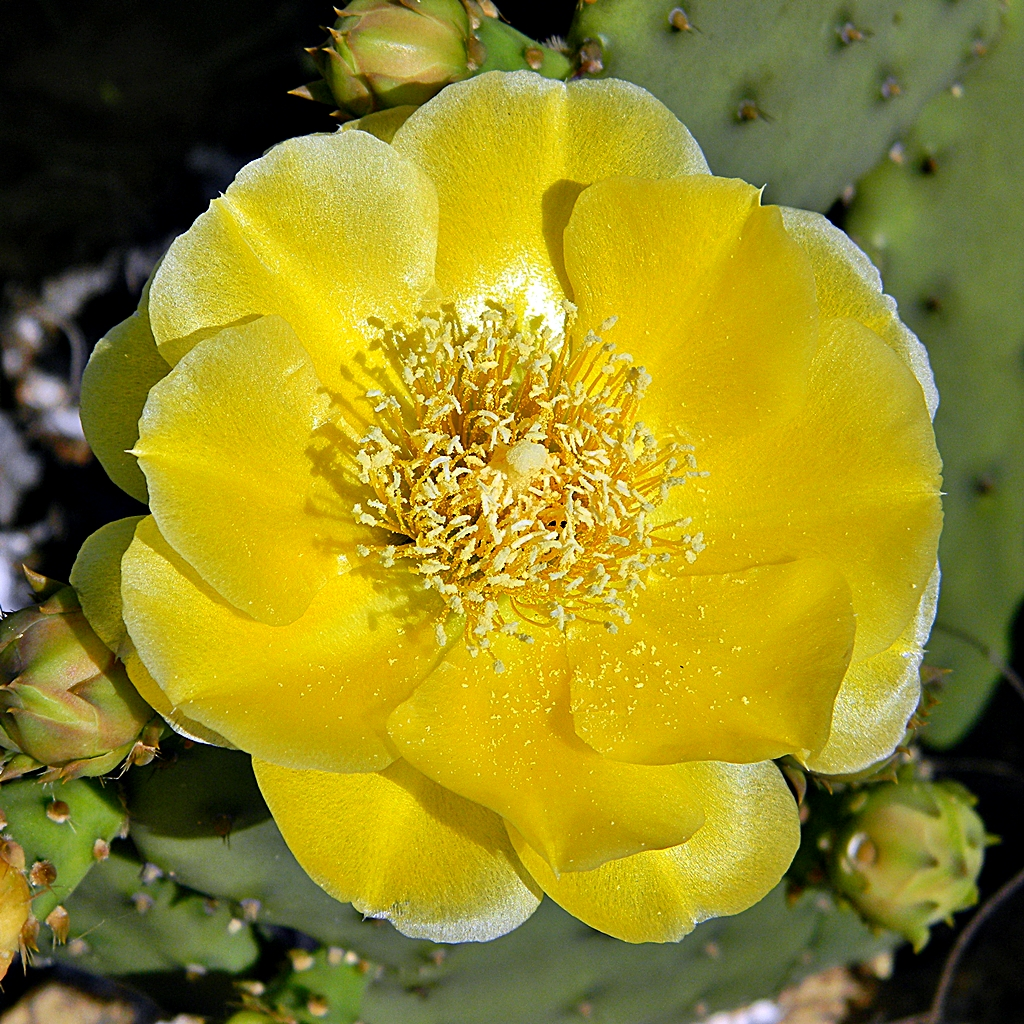
Flor

## Descripción
Opuntia humifusa es una mata tupida que crece postrada y  puede alcanzar una altura de 10 centímetros, en casos excepcionales, hasta 30 centímetros de altura. Los segmentos del tallo (como hojas), de 5 a 7,5 (raramente a 12,5) centímetros redondos a ovalados y de color blanco a marrón con pocos areolas. Estas areolas tienen un diámetro de aproximadamente 3 mm y una distancia entre sí de 1 a 2 cm. Las areolas más jóvenes de color marrón y gris son como espinas. Estas espinas tienen de 2 a 3 cm de largo y son perpendiculares a la superficie del segmento. El período de floración se extiende de junio a julio. Las flores son amarillas y simples. Tienen un diámetro y una longitud de 4 a 6 centímetros. Después de la polinización exitosa desarrolla frutas comestibles rojizos.

## Taxonomía
Opuntia humifusa  fue descrita por (Raf.) Raf. y publicado en Medical Flora 2: 247. 1830.
Etimología
Opuntia: nombre genérico  que proviene del griego usado por Plinio el Viejo para una planta que creció alrededor de la ciudad de Opus en Grecia.

humifusa: epíteto latino que significa "postrada".
Sinonimia
- Cactus humifusus'
- Opuntia vulgaris
- Opuntia caespitosa
- Opuntia mesacantha
- Opuntia italica
- Opuntia rafinesquei
- Opuntia fuscoatra
- Opuntia allairei
- Opuntia nemoralis
- Opuntia rubiflora
- Opuntia impedata
- Opuntia calcicola
- Opuntia cumulicola[4][5]